# Réaction contrôlée par la diffusion
Une réaction chimique contrôlée par la diffusion (ou limitée par la diffusion) est une réaction qui est tellement rapide que sa vitesse de réaction est égale au taux de transport des réactifs à travers le milieu réactionnel, le plus souvent une solution liquide. Aussitôt que les réactifs se rencontrent, ils réagissent. Le processus de réaction implique la diffusion des réactifs jusqu'à ce qu'ils se rencontrent dans les bonnes proportions stœchiométriques et forment un complexe activé qui est capable de passer aux produits réactionnels. La vitesse observée d'une réaction chimique égale généralement la vitesse de l'étape la plus lente, dite l'étape cinétiquement déterminante. Aux réactions contrôlées par la diffusion, la formation des produits à partir du complexe activé est beaucoup plus rapide que la diffusion des réactifs, et alors la vitesse dépend de la fréquence des collisions.
Le contrôle par la diffusion est rare en phase gazeuse, où les vitesses de diffusion des molécules sont généralement très élevées. Le contrôle par la diffusion est plus probable en solution où la diffusion des réactifs est plus lente à cause du nombre supérieur des collisions avec des molécules de solvant. Les réactions avec formation facile du complexe activé et formation rapide des produits sont les plus susceptibles au contrôle par la diffusion. Sont candidats pour le contrôle par la diffusion les réactions avec catalyse, soit homogène, enzymatique ou hétérogène avec réactifs en phases différentes.
Un test classique pour dépister le contrôle par la diffusion est de vérifier si la vitesse de réaction est augmentée par le remuement ou par l'agitation mécanique. Si oui, la réaction est très probablement contrôlée par la diffusion aux conditions données.

## Application à la catalyse enzymatique

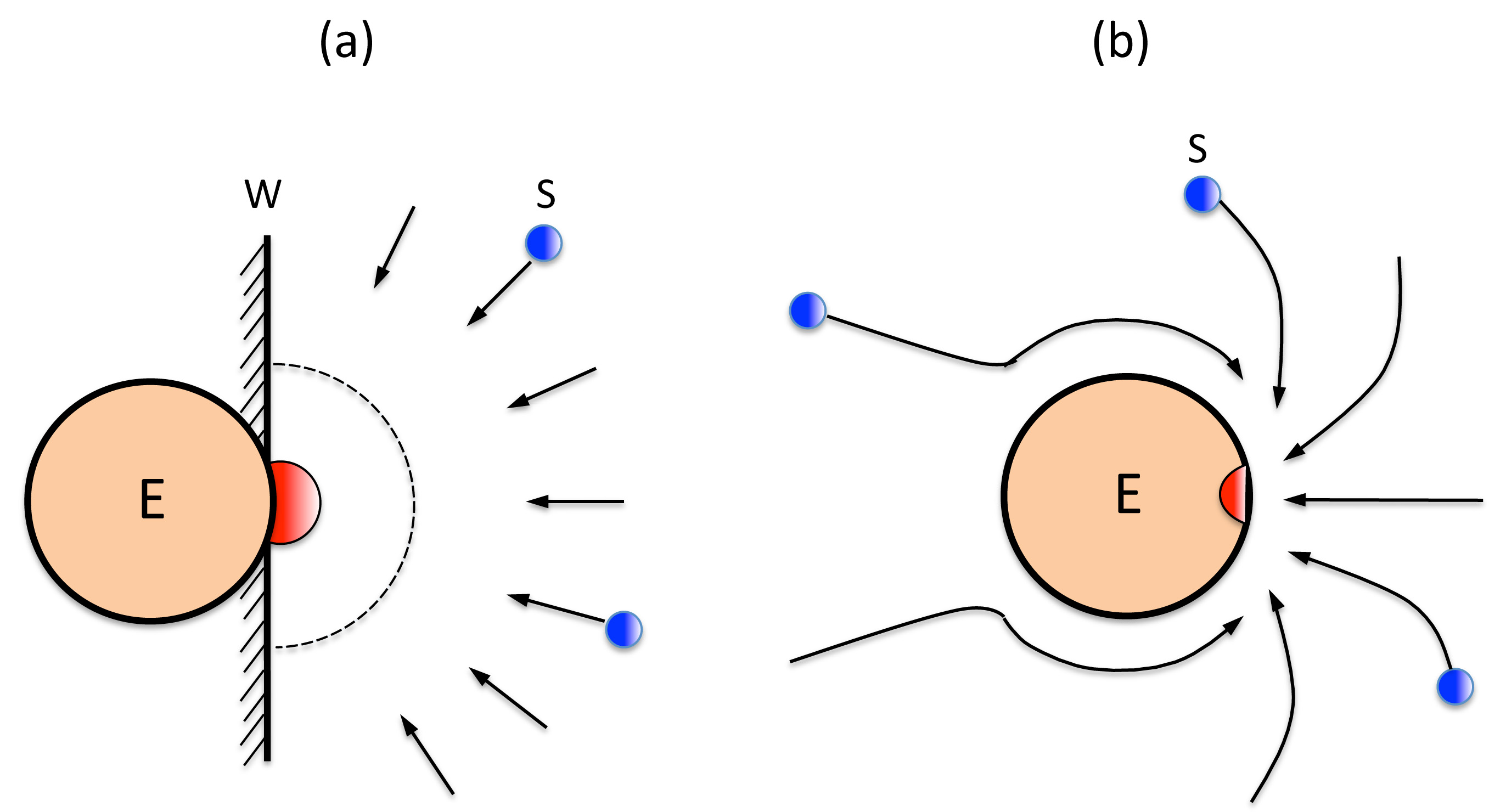
Figure 1.(a) Le modèle de Alberty-Hammes-Eigen, et (b) le modèle de Chou. Ici E indique l'enzyme dont le site actif est coloré en rouge, tandis que le substrat S est en bleu.

La théorie d'une réaction contrôlée par la diffusion est d'abord utilisée en 1958–1963 par Robert Alberty, Gordon Hammes, et Manfred Eigen afin de prévoir la limite supérieure des vitesses des réactions entre une enzyme et son substrat,. Selon leur estimation,, cette limite supérieure est de 109 M−1 s−1.
En 1972, Chou et Jiang mesurent la vitesse de déshydratation de l'acide carbonique (H2CO3) catalysée par l'enzyme anhydrase carbonique, et obtiennent une constante de vitesse expérimentale de deuxième ordre vers 1,5 × 1010 M−1 s−1, c'est-à-dire un ordre de grandeur plus vite que la limite supérieure estimée selon le modèle simplifié de Alberty, Hammes, et Eigen,.
Pour expliquer ce désaccord, le professeur Kuo-Chen Chou et ses collaborateurs proposent un modèle qui tient compte du facteur spatial et du facteur de champ de force entre l'enzyme et son substrat. Avec ce modèle, ils trouvent une limite supérieure qui peut atteindre 1010 M−1 s−1,,, et peut expliquer quelques vitesses de réaction étonnamment élevées dans la biologie moléculaire,,,. Cette nouvelle limite supérieure de Chou et collaborateurs pour une réaction entre enzyme et substrat est discutée et analysée davantage dans une série d'études subséquentes,,.
Une comparaison détaillée est élaborée entre le modèle simplifié de Alberty-Hammes-Eigen (Figure 1a) et le modèle de Chou (Figure 1b) en ce qui concerne le calcul de la vitesse de réaction enzyme-substrat avec contrôle par la diffusion, ou bien la limite supérieure de vitesse d'une réaction enzyme-substrat.